# Ботнараш, Пётр Петрович
Пётр Петрович Ботнараш (2 января 1987, Москва) — российский регбист, центр (центральный трехчетвертной), директор академии клуба и тренер по защитникам сборной России U-18.

## Игровая карьера

### Клубная
Первоначально начинал карьеру в регбилиг, выступал за клуб «Верея» (дважды серебряный призёр первенства в 2007 и 2008 годах). В 2010 перешел в московский «Локомотив», где начал играть в регби-7, стал бронзовым призёром Чемпионата России по регби-7. В 2011 году перешёл в «Енисей-СТМ» вместе с еще рядом игроков (Бондаревым, Симпликевичем, Остроушко, Архипом). В составе «тяжелой машины» занёс 7 попыток (третий результат в команде) и стал чемпионом страны. В следующем сезоне переходит в московский клуб «Фили». В сезоне 2012 года положил попытку бывшему клубу. С 2014 года в системе «ЦСКА». В новом клубе Пётр выигрывает Высшую лигу в качестве капитана команды.

### Карьера в сборной
В 2018-2019 годах входил в состав сборной России по пляжному регби, стал дважды чемпионом Европы в этой разновидности (2018 и 2019). В 2019 году попал в состав сборной России по регби на снегу. В декабре 2019 года  сборная стала обладателем золота дебютного чемпионата Европы по регби на снегу. В финальном матче против румын вышел в ответственный момент при счете 4:2 в пользу России, но при игре 3 на 5 (у россиян было два удаления). Ботнараш не позволил соперникам занести мяч в зачётную зону россиян ни разу.
В 2019 году был приглашён в сборную клубов ФРР в рамках подготовки сборной России к Кубку Мира 2019 года.

## Тренерская карьера
Будучи игроком, Пётр постепенно осваивает профессию тренера. По состоянию на 2020 год он является: директором академии «ЦСКА» и тренером по защитникам сборной России до 18 лет.

## Достижения

### Клубные
- Чемпион России — 2011
- Чемпион России по регби-7 - 2010

### В сборной
- -  Чемпионат Европы по регбилиг - 2007, 2008, 2012, 2015, 2016
  -  Чемпионат Европы по регби пляжное - 2018, 2019
  -  Чемпионат Европы по регби снежное - 2019